# Federico Marín
Federico Aníbal Juan Marín (Buenos Aires, 2 maggio 1982) è un cestista argentino con cittadinanza italiana.

## Palmarès
- Campione d'Argentina (2000, 2001)
- Panamerican Club Championships (2000)
- Liga Sudamericana (2001)
- COCABA Championships (2007)
- Coppa d'Argentina (2010)